# Orthocladius stadleri
Orthocladius stadleri är en tvåvingeart som först beskrevs av Jean-Jacques Kieffer 1925.  Orthocladius stadleri ingår i släktet Orthocladius och familjen fjädermyggor.
Artens utbredningsområde är Tyskland. Inga underarter finns listade i Catalogue of Life.